# AN-M14 (bomba)
AN-M14 – amerykańska bomba kasetowa wagomiaru 500 funtów. Była stosowana podczas II wojny światowej przez lotnictwo US Navy i USAAF. Udoskonalona wersja bomby miała oznaczenie AN-M17.